# Симплон (перевал)
Симпло́н (фр. Col du Simplon, нем. Simplonpass, итал. Passo del Sempione) — высокогорный перевал в Альпах, между Пеннинскими и Лепонтийскими Альпами, Швейцария. Его высота — 2 005 метров над уровнем моря. Он соединяет город Бриг в швейцарском кантоне Вале с Домодоссолой в Пьемонте, Италия.
Перевальная седловина и ближайшие к ней деревни на обеих сторонах перевала принадлежат Швейцарии. В начале XX века под перевалом был проложен одноимённый железнодорожный тоннель.
Недалеко от перевальной седловины на высоте 2 028 м расположено озеро Ротельзее.

## История

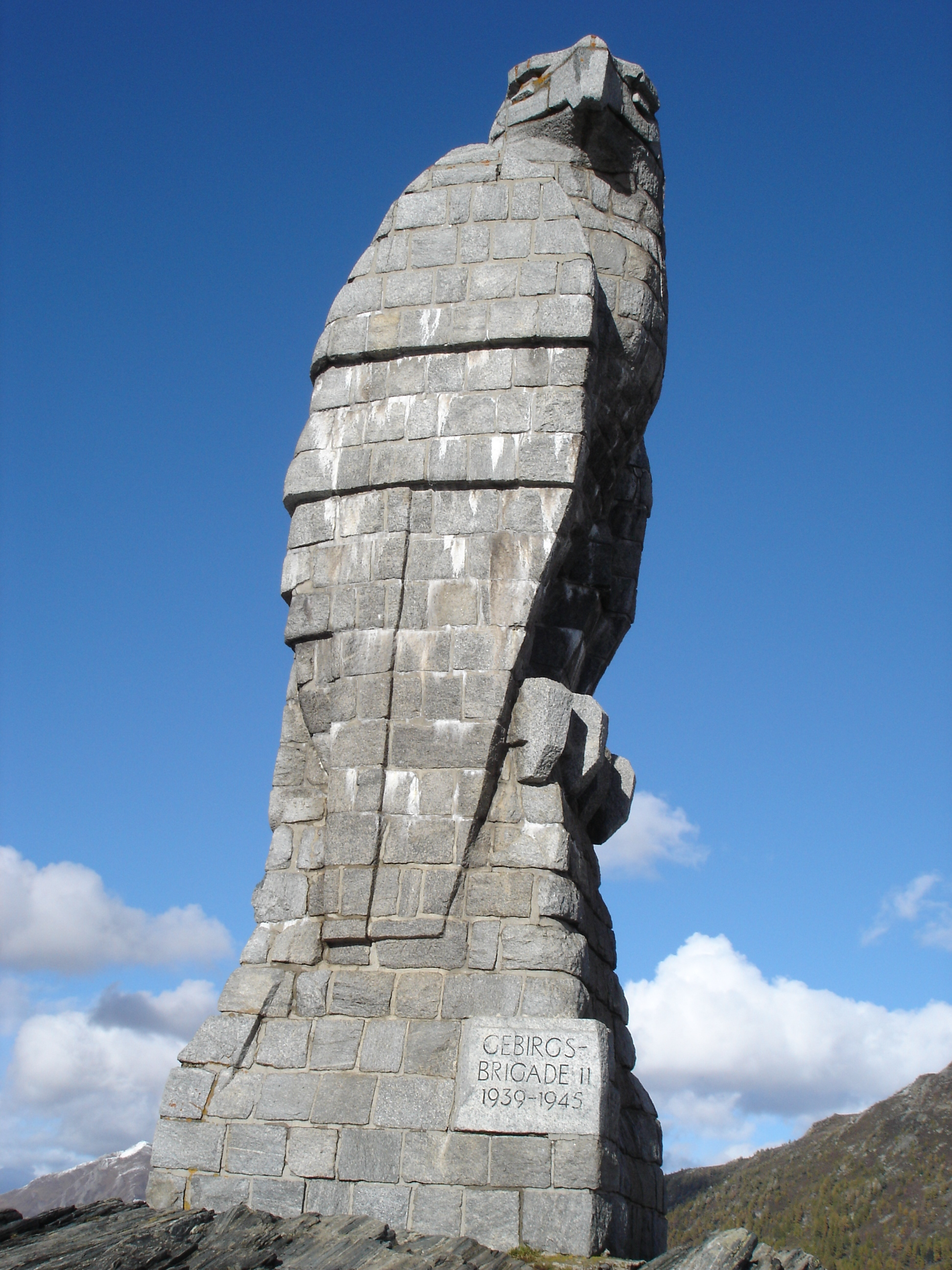
Каменный орёл на перевале Симплон (автор — Эрвин Фридрих Бауман (Erwin Friedrich Baumann)

Перевал Симплон был известен в течение нескольких столетий, но имел только локальное значение. Международное значение от приобрёл во время наполеоновских войн. С 1801 по 1805 год по приказу императора для транспортировки артиллерии через перевал была построена дорога, соединяющая долину Роны с Италией. После постройки дороги через перевал было организовано движение почтовых карет, заменённых в начале XX века почтовыми автобусами.
Дорога периодически усовершенствовалась, и в 1950 году администрацией кантона был принят план, по которому дорога через перевал должна была бы обеспечивать круглогодичное сообщение, а не была бы закрыта с октября по апрель, как большинство дорог через альпийские перевалы такой высоты. Улучшения включали оборудование нескольких лавинозащитных галерей и расширение нескольких тоннелей, чтобы по ним могли проезжать полноразмерные туристические автобусы. В октябре 1970 года для ознакомления с усовершенствованиями была приглашена группа журналистов, и было сообщено что необходимые улучшения были сделаны на 37 из 42,5 км дороги между Бригом и Гомбо около границы с Италией, на что было затрачен 110 миллионов из 180 миллионов швейцарских франков, предусмотренных бюджетом проекта. Также было сообщено, что в последующие пять лет будут выполнены все предусмотренные проектом доработки, и что дорога через перевал Симплон может быть безопасно использована в круглогодичном режиме.

## Примечания

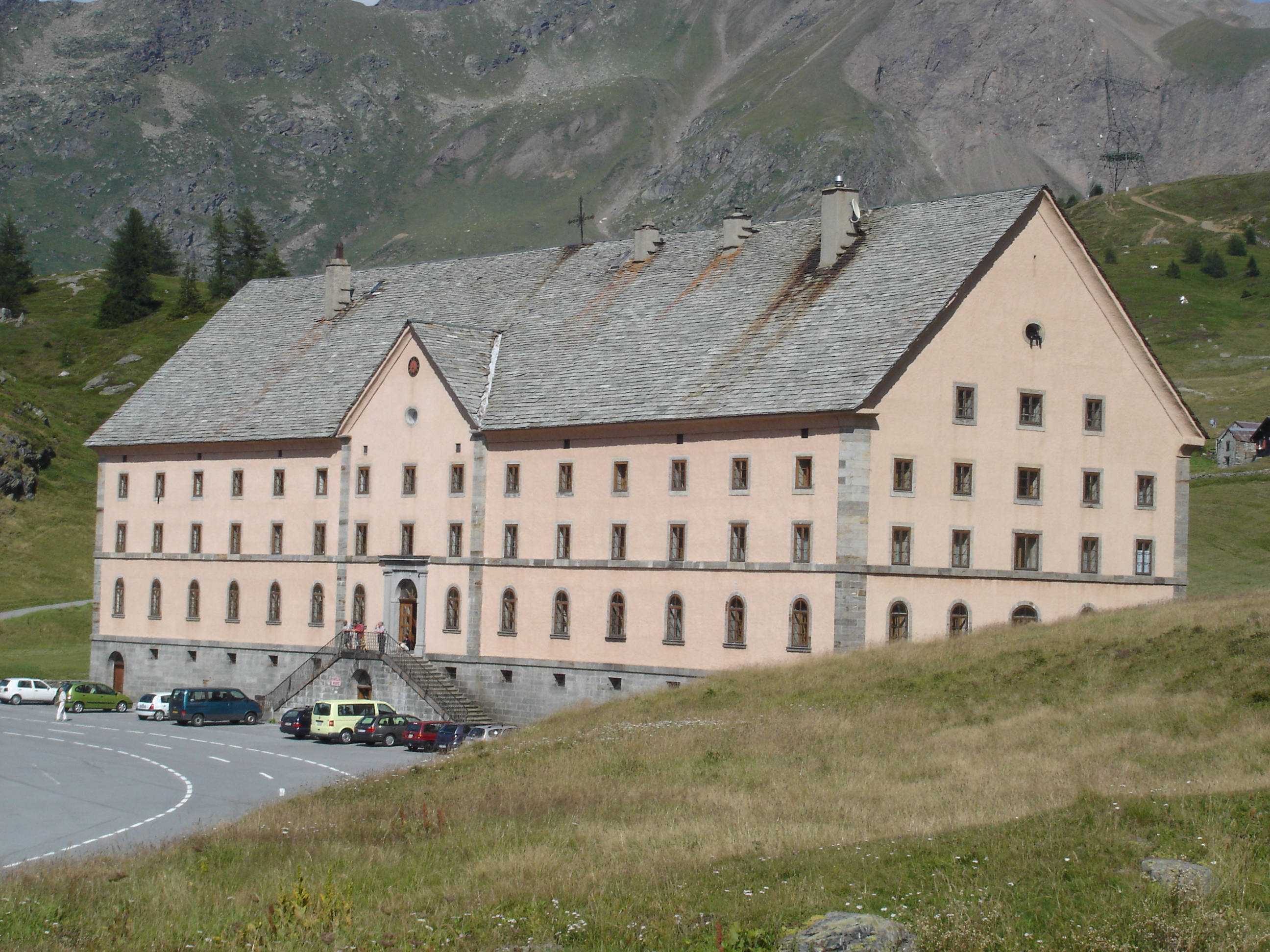
Хоспис на перевале